# Правова система Брунею
Правова система Брунею — це система правових явищ, що функціонує в межах суспільства Держави Бруней Даруссалам. 

## Загальна характеристика
Правова система Брунею є змішаною. Головним джерелом законодавства було проголошено мусульманське право. З одного боку,  його норми втілюються, наприклад, в кримінальному законодавстві та інших галузях, з іншого – головним чином воно регулює питання особистого статусу мусульманської спільноти держави.
Сильний вплив тут має і англійське право, тому що держава є членом Співдружності націй а також в минулому британська колонія, яке є домінуючим в багатьох галузях. Воно виявляється в дії статутів, норм загального права та права справедливості, які мали силу в Англії на квітень 1951 р., за виключенням частини, яка суперечить місцевим актам. Місцеві акти-статути копіюють відповідні британські акти, також «переконуючу силу» мають судові прецеденти країн загального права, в особливості таких як: Малайзія, Сінгапур, Австралія, Велика Британія. 
Немусульманські спільноти використовують у своїй практиці щодо питань особистого статусу традиційне для них право, наприклад, китайське або індуське.
Також знайшло своє втілення у правовій системі Брунею малайське звичаєве право.
У 1912 р. була видана постанова про мусульманські закони (Mohammedan Laws Enactment), яка визначала компетенцію судів каді, містила норми сімейного та кримінального права. Вона була видана в період британського правління та заснована на мусульманському та звичаєвому праві. У 1913 р. ця постанова була доповнена постановою про мусульманський шлюб та розлучення (Mohammedan Marriage and Divorce Enactment), яка визначала процедуру реєстрації цих фактів в судах каді. У 1955 р. був виданий Акт про релігійні ради, суди каді та звичаї держави (Religious Councils, Kathis' Courts and State Customs Act), який скасував 2 останні постанови. Розділ VI цього акту містить норми, які пов’язані з шлюбом та розлученням – вони можуть застосовуватися до шлюбу, в якому двоє з подружжя є мусульманами та одружилися за мусульманськими звичаями. 
Шафійська школа фікха є основною для інтерпретації мусульманських норм.
Закон Великої Британії про компанії 1927 р. став прикладом до відповідного закону в Брунеї 1957 р. Загалом, брунейське торговельне право засноване на англійських прикладах.
У 1962 р. був виданий Закон про профспілки, який дозволяє їх засновувати за умови державної реєстрації. Однак в цьому законі немає положень про право робітників на страйк.
Бруней створив одну з найкращих у світі систем соціального забезпечення. В країні відсутній податок на прибуток, пенсії виплачуються з казни Султана, безоплатна освіта та медичне обслуговування. Така успішна система зобов’язана високим прибуткам від видобутку нафти.
Джерелами кримінального права в Брунеї є КК 1952, заснований на КК Індії 1860 р., а також декілька Указів, серед яких: Указ про зловживання наркотиками 1978 р.; Указ про внутрішню безпеку 1982 р., Указ про громадський порядок 1982 р. та інші. Наприклад, у відповідності до Закону про обмеження торгівлі спиртних напоїв 1972 р. норми мусульманського деліктного права застосовуються до порушників релігійних зобов’язань. Смертна кара на теперішній час не скасована, але не застосовується досить давно, з 1957 р.

## Судова система та органи контролю
В судоустрої Брунею існують 2 окремі системи судів – шаріатські та світські. Розгляд справ, які пов’язані з питаннями особистого статусу та порушенням ісламських релігійних зобов’язань розглядаються в шаріатських судах. Систему світських судів складають магістратські суди, Суд проміжної інстанції (Intermediate Court) та Верховний суд, який, в свою чергу складається з Високого та Апеляційного судів. Останній є найвищою ланкою в системі судоустрою Брунею. Утім його рішення можна оскаржити до Судового комітету Таємної ради Об’єднаного королівства. Після 1995 р. можливість оскаржити рішення у кримінальних справах до цієї інстанції скасована.
Головний аторней є головним юридичним радником уряду. 